# Китабистика
Китабистика — раздел славистики, наука занимающаяся изучением мусульманских текстов на польском и старобелорусском языках, написанных в арабской графике в период Великого Княжества Литовского.
Китабистика — производное от слова «китабы» (книги). Китаб-хане — так в средние века называлась библиотека, хранилище манускриптов.
На исторических землях Великого княжества Литовского в течение шести столетий проживает этническая группа восточного происхождения, традиционно называемая «татарами». Данная этническая группа, получившая в дальнейшем название польско-литовских татар, то есть, тюрков-мусульман, осевших в Великом Княжестве Литовском, поступивших на службу, наделенных пожалованной землей, и в силу этого, как и другие местные служилые люди, обязанных ходить на войну по приказу великого князя, сформировалась с конца XIV — начала XV веков.
Переселившиеся в силу различных исторических событий на территорию Великого княжества Литовского ещё в XIV—XV веках, татары в течение двух столетий ассимилировались в языковом отношении, переживая вместе с местным населением все исторические перемены, интегрируясь в их культуру, но при этом отчасти сохраняя свою самобытность, а самое главное — религию (ислам). Тюркские языки, на которых говорили поселившиеся в Литву татары, довольно быстро начали выходить из употребления.
Особенность культурного наследия литовских татар заключаются в славяноязычной арабско-алфавитной письменности. Появление белорусских текстов, писанных арабским письмом в середине XVI века, а в XVII—XX веках — и на польском языке, связано с историей лингвистической ассимиляции литовских татар. Она обусловила необходимость перевода на белорусский, а затем и польский языки религиозной литературы: сур  Корана, непонятных литовским татарам арабских текстов молитв, легенд о пророке Мухаммеде.
Предмет исследований китабистики — произведения литературного творчества польско-литовских татар, дошедших до наших дней в виде рукописных сборников середины XVII—XIX веков различного содержания. В эти книги (китабы) входят предания о жизни и деятельности пророка Мухаммеда, описания обрядов и ритуалов, основных обязанностей мусульман, нередко — библейские легенды, нравоучительные рассказы, иногда в них включаются восточные авантюрные повести.
В Белоруссии ныне действует Национально-культурное объединение белорусских татар «Зикр-уль-Китаб» («Память книги»).
20-27 сентября 2013 года в Минске был проведён XV Международный съезд славистов, на котором, среди прочего, в тематике предусмотрено было рассмотрение вопроса «Китабистика как раздел славистики».